# Псаучье-Дахское сельское поселение
Псаучье-Дахское сельское поселение — муниципальное образование в Хабезском районе Карачаево-Черкесии.
Административный центр — аул Псаучье-Дахе.

## География
Муниципальное образование расположено в северо-восточной части Хабезского района. В состав поселения входят три населённых пункта.
Площадь сельского поселения составляет — 57 км2.
Граничит с землями муниципальных образований: Бавуковское сельское поселение на востоке, Мало-Зеленчукское сельское поселение на юге, Бесленеевское сельское поселение на западе и Икон-Халкское сельское поселение на севере.
Сельское поселение расположено в предгорной зоне республики. Рельеф местности в основном представляет собой в волнистую холмистую территорию. Средние высоты на территории сельского поселения составляют 555 метров над уровнем моря. Абсолютные высоты достигают 700 метров.
Гидрографическая сеть представлена рекой Малый Зеленчук и сетью искусственных водоёмов расположенных в юго-западной части сельского поселения.
Климат умеренный. Средняя годовая температура воздуха составляет + 9°. Наиболее холодный месяц — январь (среднемесячная температура –5°), наиболее тёплый месяц — июль (среднемесячная температура +22°). Заморозки начинаются в начале декабря и заканчиваются в начале апреля. Среднее количество осадков в год составляет около 600 мм в год. Основная их часть приходится на период с апреля по июнь.

## История
Клычевский сельский народный совет был основан в 1920 году. В 1925 году сельсовет был переименован в Псаучье-Дахский, в связи с переименованием аула Клычевский в Псаучье-Дахе.
До 1957 года Псаучье-Дахский сельсовет входил в состав Черкесской автономной области. Затем передан в состав Карачаево-Черкесской автономной области. В том же году в состав Псаучье-Дахского сельсовета включены аулы Абазакт и Кызыл-Юрт.
В 1991 году Псаучье-Дахский сельсовет реорганизован и преобразован в Псаучье-Дахское сельское поселение.
Границы и статус сельского поселения установлены Законом Карачаево-Черкесии от 16 декабря 2004 года № 48-РЗ «Об установлении границ муниципальных образований на территории Хабезского района и наделении их соответствующим статусом».

## Население
| 2002  | 2010  | 2012  | 2013  | 2014  | 2015  | 2016  |
| ----- | ----- | ----- | ----- | ----- | ----- | ----- |
| 4038  | ↘3074 | ↗3116 | ↘3108 | ↗3117 | ↘3104 | ↗3111 |
| 2017  | 2018  | 2019  | 2020  | 2021  | 2023  | 2024  |
| ↘3084 | ↗3087 | ↘3063 | ↘3040 | ↘2956 | ↗2973 | ↗2994 |

По данным Всероссийской переписи населения 2021 года:
| Народ               | Численность, чел. | Доля от всего населения, % |
| ------------------- | ----------------- | -------------------------- |
| черкесы             | 2 390             | 80,85 %                    |
| ногайцы             | 458               | 15,49 %                    |
| абазины             | 36                | 1,22 %                     |
| другие / не указано | 72                | 2,44 %                     |
| всего               | 2 956             | 100,0 %                    |

Процент от населения района — 9.65 %
Плотность — 52.53 чел./км2

## Состав поселения
| № | Населённый пункт | Тип населённого пункта      | Население | Доля от населения (%) |
| - | ---------------- | --------------------------- | --------- | --------------------- |
| 1 | Абазакт          | аул                         | ↘418      | 13,8 %                |
| 2 | Кызыл-Юрт        | аул                         | ↘541      | 21,1 %                |
| 3 | Псаучье-Дахе     | аул, административный центр | ↘1997     | 65,1 %                |

## Экономика
Основу экономики сельского поселения составляет сельское хозяйство. Между аулами Псаучье-Дахе и Кызыл-Юрт расположен один из крупнейших в республике фруктовых садов. К западу от аула Кызыл-Юрт тянется сеть искусственных водоёмов используемые для рыбного хозяйства.